# 16112 Вітаріс
16112 Вітаріс (16112 Vitaris) — астероїд головного поясу, відкритий 5 грудня 1999 року.
Тіссеранів параметр щодо Юпітера — 3,522.